# Jürgen Offenbach
Jürgen Offenbach (* 12. Dezember 1942 in Stuttgart) ist ein deutscher Journalist und der ehemalige Chefredakteur der Stuttgarter Nachrichten.

## Leben
Seine journalistische Tätigkeit begann Jürgen Offenbach bereits im Alter von 13 Jahren als Redakteur der Schülerzeitung des Johannes-Kepler-Gymnasiums in Stuttgart-Bad Cannstatt. Er wurde deren Chefredakteur und schrieb außerdem Artikel für die Stuttgarter Nachrichten. Nach dem Abitur absolvierte er ein Volontariat bei den Stuttgarter Nachrichten. Nach einer kurzen Tätigkeit als Autor im Fernseh- und Hörfunkbereich übernahm Offenbach im Alter von 23 Jahren bei den Stuttgarter Nachrichten die beliebte Kolumne Knitz. 1968 wurde er Feuilleton-Chef. 1970 begründete Offenbach das Podiumsgespräch Treffpunkt Foyer, das bis heute zwei- bis dreimal pro Jahr stattfindet und hochkarätige Gäste vorzuweisen hat, darunter Bundespräsidenten und Bundeskanzler, außerdem Formel-1-Weltmeister wie Michael Schumacher und Mika Häkkinen. 1971 erhielt er den Theodor-Wolff-Preis und wurde zum Leiter der Politik-Ressorts ernannt.
Im Juli 1979 übernahm er im Alter von 36 Jahren von Rudolph Bernhard die Position als Chefredakteur der Stuttgarter Nachrichten, die er dann 28 Jahre lang innehatte. 2007 ging Offenbach in den Ruhestand. Er schreibt jedoch noch gelegentlich als freier Journalist für die Stuttgarter Nachrichten. Darüber hinaus ist er als Medienberater für namhafte Unternehmen und Unternehmer tätig. Außerdem tritt er weiterhin als Moderator von Podiumsveranstaltungen mit prominenten Gesprächspartnern aus Wirtschaft und Politik auf.
Für mehrere humanitäre Projekte, die Offenbach initiiert hat, wurde er 2003 mit dem Bundesverdienstkreuz ausgezeichnet. 2008 bekam er die Verdienstmedaille des Landes Baden-Württemberg verliehen.
Seine Ehefrau Susanne Offenbach ist ebenfalls Journalistin. Sie macht u. a. Fernsehfilme und schrieb 30 Jahre lang eine Kolumne in der Sonntagszeitung Sonntag Aktuell.

## Werke
- Treffpunkt Foyer. Die Großen zum Angreifen. 2. Auflage. Stuttgarter Nachrichten, Stuttgart 2001, ISBN 3-929557-01-0.